# Nỗi đau tâm lý
Nỗi đau tâm lý, nỗi đau tinh thần hay nỗi đau cảm xúc là một cảm giác khó chịu có căn nguyên phát sinh từ tâm lý, phi vật chất. Nhà tiên phong trong lĩnh vực khoa học về tự tử, Edwin S. Shneidman, đã mô tả rằng "bạn đau đớn đến mức nào khi là một con người. Đó là khổ đau về tinh thần, dằn vặt về tinh thần." Không hề thiếu những cách để chỉ đến nỗi đau tâm lý, có nhiều từ ngữ diễn đạt khác nhau đã phản chiếu những khía cạnh riêng trong đời sống tâm trí. Với thuật ngữ chuyên môn là algopsychalia và psychalgia, nỗi đau tâm lý còn được gọi là nỗi đau tinh thần, nỗi đau cảm xúc, nỗi đau tâm thần, nỗi đau xã hội, nỗi đau linh hồn, nỗi đau tâm hồn, hoặc là đau khổ. Trong khi những từ ngữ này rõ ràng không phải là các thuật ngữ tương đương, một sự so sánh có hệ thống về lý thuyết và mô hình của nỗi đau tâm lý, nỗi đau tâm thần, nỗi đau cảm xúc và khổ đau đã kết luận rằng các mô tả điều có điểm chung là diễn tả một cảm giác cực kỳ khó chịu. Nỗi đau tâm lý là điều không thể tránh khỏi trong sự tồn tại của con người.
Có những mô tả khác về nỗi đau tâm lý, đây là "một loạt các trải nghiệm chủ quan với đặc trưng nhận thức về những thay đổi tiêu cực chính bên trong bản thân và trong các chức năng đi cùng theo cảm giác tiêu cực", là "một trải nghiệm chủ quan lan tỏa... khác biệt với nỗi đau về thể xác thường cục bộ và thường có liên quan đến các kích thích vật lý có hại", và là "một cảm giác kéo dài, không thể tránh khỏi và khó chịu là kết quả của đánh giá tiêu cực về sự bất lực hoặc thiếu sót của bản thân."

## Điều trị
Nghiên cứu đã chỉ ra rằng dùng thuốc giảm đau paracetamol trong vài tuần giúp làm giảm phản ứng thần kinh đối với các mối đe dọa có ý nghĩa, chẳng hạn như suy nghĩ về cái chết, và làm giảm sự kích động của những người mắc chứng mất trí nhớ. Tuy nhiên, việc sử dụng paracetamol cho nỗi đau tâm lý nói chung hơn vẫn còn nhiều tranh cãi.
Nhiều truyền thống tôn giáo, như Bát chánh đạo trong Phật giáo, đã chỉ ra con đường điều trị để thoát khỏi khổ đau tâm lý. Thiền định có lợi ích cho sức khỏe tâm thần. Hình thức phổ biến nhất của thực hành thiền định là trị liệu bằng chánh niệm, các bài tập chú tâm vào hơi thở cũng được thực hành nhằm đối phó với những căng thẳng và lo lắng liên quan đến nỗi đau cảm xúc và giảm các triệu chứng sinh lý.